# Irma Torres
Irma Torres (Monterrey, Nuevo León, México, 9 de marzo de 1926-Cuernavaca, 5 de junio de 2010) fue una actriz mexicana, recordada por su debut cinematográfico en la película, María Candelaria (1944), junto a Dolores del Río y Pedro Armendáriz.

## Biografía
Comenzó su carrera en 1944 actuando en la película María Candelaria a lado de Dolores del Río y Pedro Armendariz.
En 1948 participa en un clásico de la Época de oro del cine mexicano en la cinta Flor de caña, a lado de María Antonieta Pons, intervención por la cual  ganó el Ariel a Mejor Actriz de Cuadro en 1949.
En 1987 debuta en televisión en la telenovela Pobre señorita Limantour.
En 1995 participó en María la del barrio donde interpretó a la generosa Matilda Chávez, la directora de un reclusorio femenino, a lado de Thalía.
Realizó destacadas participaciones en telenovelas como María Mercedes, La usurpadora, La intrusa entre otras; su última actuación la realizó en la telenovela Entre el amor y el odio en el 2002.
Falleció el 5 de junio de 2010 a los 84 años.

## Filmografía

### Telenovelas
- Entre el amor y el odio (2002) .... Mirta
- La intrusa (2001) .... Otilia
- Mujer bonita  (2001) .... Filomena
- Por un beso (2000) .... Leonora
- Carita de ángel (2000) .... Casera
- Por tu amor (1999) .... Bruja
- Rosalinda (1999) .... Julieta
- La usurpadora (1998) .... Eulalia
- Esmeralda (1997) .... Altagracia
- María, la del barrio (1995-1996) .... Matilda Chávez, Directora del reclusorio femenino
- Prisionera de amor (1994) .... Librada
- María Mercedes (1992) .... Nana Cruz
- Yo no creo en los hombres (1991) .... Emilia
- Simplemente María (1989) .... Crisanta Fernandez
- Pobre señorita Limantour (1987)

### Películas
- Garden of death (1974) .... Domenica
- Dos mujeres y un hombre (1971)
- El médico módico (1971) .... Mujer infartada
- Ya somos hombres (1971) .... Mamá de Gabina
- La mujer de oro (1970)
- Las chicas malas del padre Méndez (1970)
- La caperucita roja (1960) .... María, madre de Pecoso[5]
- Los soldados de Pancho Villa (1959) .... Soldadera
- La Cucaracha (1958) .... Soldadera
- Encrucijada (1956)
- El plagiario (1955)
- Los Fernández de Peralvillo (1954) .... Raquel
- Reportaje (1953) .... Sirvienta acusada de robo
- El grán mentiroso (1953) .... Angelita
- María del mar (1952) .... Maruca
- La llamada de África (1952) .... Marga[6]
- Con todo el corazón (1952) .... Rosita
- Mi mujer no es mía (1951) .... Petra
- Casa de vecindad (1951) .... Esther
- Pasión jarocha (1950)
- Tierra muerta (1949)
- En cada puerto un amor (1949)
- Comisario en turno (1949) .... La mancornadora, cabaretera
- Flor de caña (1948) .... Felisa
- La novia del mar (1948) .... Norberta
- El último chinaco (1948) .... Celia
- Bendita seas (1948)
- Extraña cita (1947) .... Mariquita
- La perla (1947)[7]
- Cuando lloran los valientes (1947)
- Aquí está Juan Colorado (1946) .... Rosa[8]
- La mujer de todos (1946) .... Carmen[9]
- Rayando el sol (1946) .... Amiga de Lupe
- Rosa del caribe (1946)[10]
- Bugambilia (1945) .... Sirvienta
- La señora de enfrente (1945) .... Chica pueblerina
- La trepadora (1944)  .... Florencia
- Gran Hotel (1944) .... Vecina en posada
- María Candelaria (1944)

## Premios
Premios Ariel
| Año  | Categoría              | Película     | Resultado |
| ---- | ---------------------- | ------------ | --------- |
| 1949 | Mejor Actriz de Cuadro | Flor de caña | Ganadora  |